# Universidade Técnica Federico Santa María
A Universidade Técnica Federico Santa María (UTFSM ou USM). (Em espanhol: Universidad Técnica Federico Santa María) é uma  universidade privada chilena, pertencente ao Conselho de Reitores das Universidades Chilenas, à Agrupação de Universidades Regionais de Chile,e da Rede Universitária Cruz del Sur.
Entre suas sedes, estão a Casa Central (Valparaíso), o Campus Santiago Vitacura, Campus Santiago San Joaquín, o Campus Guayaquil (Equador), a Academia de Ciências Aeronâuticas]] e as sedes de Técnicos Universitários "José Miguel Carrera", Sede Viña del Mar e Rey Balduino de Bélgica Sede Concepción (no município de Hualpén) e o Câmpus Rancagua.
A universidade é geralmente reconhecida como uma das mais prestigiosas do país, e consegue particular reconhecimento nas áreas da ciência e tecnologia. Figura como a quarta universidade chilena segundo a classificação webométrica do Conselho Superior de Pesquisas Científicas (CSIC) ao julho de 2011, e no sexto lugar segundo o rânking de El Mercurio. No rânking 2011 do QS World University Ranking localizou-se no posto 44 a lível latino-americano e sétima a lível nacional.